# Coggeshall Abbey
Coggeshall Abbey is een voormalig cisterciënzerklooster in Engeland. De restanten van het klooster liggen zo'n 600 meter van het centrum van het dorp Coggeshall in het graafschap Essex tussen Colchester en Braintree aan de oever van de Blackwater.

## Geschiedenis
Het klooster werd in het jaar 1140 door Koning Stefanus van Engeland en zijn vrouw Mathilde van Boulogne gesticht. In 1147 sloot het zich bij de congregatie van Savigny en dus bij de Cisterciënzerorden aan, waardoor het onder het beheer van de Abdij van Clairvaux viel.
De zesde abt (1207-1218), Ralph of Coggeshall, schreef meerdere kronieken, waaronder één over de Derde Kruistocht, waar hij aan deelnam.
In 1216 drong het leger van Koning Jan van Engeland met geweld het klooster binnen en eiste 23 paarden op. Sinds 1250 beschikt het klooster over het privilege om jaarlijks een achtdaagse markt te houden, en sinds 1256 voor een wekelijkse zondagsmarkt (die later naar de donderdag werd verplaatst).
Het klooster - dat hoofdzakelijk van de schapenteelt leefde - werd zwaar getroffen door de pest. Tegen 1370 was het klooster zeer verarmd en tijdens de boerenrevolutie van 1381 werd het ook nog geplunderd.
In 1538 werd het klooster door de Kroon in beslag genomen en vervolgens aan Sir Thomas Seymour toegewezen. In de tweede helft van de 19e eeuw werden er reatauratiewerken uitgevoerd.
De huidige eigenaar is de familie Brew.

## Locatie en gebouwen
Oorspronkelijk was het complex volgens het bernardistische plan gebouwd: kerk met rechthoekig koor, dwarsbeuk, driebeukig schip met 8 traveeën in de 15e eeuw herbouwd, kloostergang rechts van de kerk.
De zuidoostvleugel van de kloostergang bestaat nog, alsook de in 1896 gerestaureerde poortkapel uit de 13e eeuw (Little Coggeshall Church).
In 1581 werd ten oosten van de oostvleugel van de kloostergang een herenhuis gebouwd. De rest van de gebouwen is afgebroken. Door de sporen in het gras kan bij droog weer de omvang van het complex worden vastgesteld.